# Neocirolana obesa
Neocirolana obesa är en kräftdjursart som beskrevs av Hale1925. Neocirolana obesa ingår i släktet Neocirolana och familjen Cirolanidae. Inga underarter finns listade i Catalogue of Life.